# Harlekijnmiervogel
De harlekijnmiervogel (Rhegmatorhina berlepschi) is een zangvogel uit de familie Thamnophilidae (miervogels). Deze vogel is genoemd naar de Duitse ornitholoog Hans Graf von Berlepsch.

## Kenmerken
De harlekijnmiervogel is 15 centimeter lang. Deze soort vertoont seksuele dimorfie. Het mannetje heeft een voornamelijke kastanjekleurige kruin, grijze onderdelen, olijfbruine bovendelen, rode borst, zwarte keel en olijfbruine staart. In tegenstelling tot het mannetje heeft het vrouwtje een onderzijde met deels zwarte en buffy banden en een deels met zwart en buff gestreepte verenkleed. Beide geslachten worden gekenmerkt door een brede gele of grijsgroene oogring.

## Verspreiding en leefgebied
Deze vogel is endemisch in Brazilië en komt enkel voor in de noordelijke staat Pará. De natuurlijke habitats zijn subtropische of tropische vochtige laagland bossen. De leefgebieden bevinden zich in het oostelijke deel van het Braziliaanse Amazonewoud.

## Status
De grootte van de populatie is niet gekwantificeerd, maar de aantallen nemen – hetzij minder snel – af. Om deze redenen staat de harlekijnmiervogel als niet bedreigd op de Rode Lijst van de IUCN.